# Die Ernährungs-Docs
Die Ernährungs-Docs ist eine seit 2015 ausgestrahlte Kombination aus Magazinsendung und Reality-TV des Norddeutschen Rundfunks, die die Möglichkeiten der Ernährungstherapie an konkreten Patientenfällen aufzeigt.

## Aufbau einer Sendung
In jeder Staffel helfen Ärzte pro Folge jeweils drei Patienten bei der Linderung ihrer gesundheitlichen Beschwerden. Die ursprüngliche Besetzung umfasste  drei Mediziner, die Ernährungsmedizinerin und Rheumatologin Anne Fleck, den Internisten und Naturmediziner Jörn Klasen und den Ernährungsmediziner und Diabetes-Experten Matthias Riedl. Manche Krankheiten, wie Diabetes Typ 2, können durch eine Ernährungsumstellung auch vollständig geheilt werden. Zu Beginn stellt sich der jeweilige Patient mit seinen Beschwerden vor. Die Mediziner erläutern die Ursache der Erkrankung und stellen ihr Konzept für eine Ernährungsumstellung vor. In einigen Fällen wird dies mit einer Verhaltensumstellung kombiniert; gelegentlich auch unter Hinzuziehung eines Coaches. Der Patient wird nun über mehrere Monate begleitet und führt dabei meist ein Videotagebuch. Dabei werden Fortschritte, aber auch Rückschläge gezeigt. Gegen Ende der Sendung ziehen Mediziner und Patient über die erreichten Ergebnisse ein gemeinsames Fazit.

## Entwicklung des Formats
2016 stieg der WDR in die Produktion mit ein. Im Jahr 2019 begann die Ausstrahlung der fünften Staffel, an der auch der SWR und der RBB beteiligt waren. Die Sendung wird auf einem Hausboot in Hamburg-Hammerbrook produziert. Seit Anfang 2020 wirkt die Ernährungsmedizinerin und Fachärztin für Allgemein- und Innere Medizin Silja Schäfer als vierter „Ernährungs-Doc“ an der Sendung mit. 2022 schied die Rheumatologin Anne Fleck aus. Seit Januar 2023 gehört Viola Andresen, Fachärztin für Innere Medizin, zum Team und es gibt einen Podcast zur Sendung.

## Veröffentlichungen
Zur Sendung sind Begleitbücher erschienen, von denen sich zwei in der Focus Ratgeber-Bestsellerliste platzieren konnten.
- Matthias Riedl, Anne Fleck, Jörn Klasen: Die Ernährungs-Docs – Wie Sie mit der richtigen Ernährung Krankheiten vorbeugen und heilen können.  ZS Verlag GmbH, 2016, ISBN 978-3-89883-561-9.
- Matthias Riedl, Anne Fleck, Jörn Klasen: Die Ernährungs Docs – Diabetes heilen. ZS Verlag GmbH, 2017, ISBN 978-3-89883-661-6.
- Matthias Riedl, Anne Fleck, Jörn Klasen: Die Ernährungs-Docs – Starke Gelenke. ZS Verlag GmbH, 2018, ISBN 978-3-89883-745-3.
- Matthias Riedl, Anne Fleck, Jörn Klasen: Die Ernährungs-Docs – Gute Verdauung. ZS Verlag GmbH, 2018, ISBN 978-3-89883-822-1.
- Matthias Riedl, Anne Fleck, Jörn Klasen: Die Ernährungs-Docs – Supergesund mit Superfoods. ZS Verlag GmbH, 2019, ISBN 978-3-89883-884-9.
- Matthias Riedl, Anne Fleck, Jörn Klasen: Die Ernährungs-Docs – Gesunde Haut. ZS Verlag GmbH, 2019, ISBN 978-3-89883-971-6.
- Matthias Riedl, Anne Fleck, Jörn Klasen: Die Ernährungs-Docs – Zuckerfrei gesünder leben. ZS Verlag GmbH, 2020, ISBN 978-3-96584-003-4.
- Matthias Riedl, Anne Fleck, Jörn Klasen: Die Ernährungs-Docs – So stärken Sie Ihr Immunsystem. ZS Verlag GmbH, 2020, ISBN 978-3-96584-121-5.
- Matthias Riedl, Anne Fleck, Jörn Klasen: Die Ernährungs-Docs – Gesund und schlank durch Intervallfasten. ZS Verlag GmbH, 2021, ISBN 978-3-96584-092-8.

## Behandelte Krankheiten (Auswahl)
Bislang wurden u. a. die folgenden Krankheiten bzw. Folgebeschwerden behandelt: Adipositas, Akne, Aphthen, Arthrose, Blasenentzündung, Bluthochdruck, Brustkrebs-Nachsorge, Colitis ulcerosa, COPD, Depressionen, Diabetes mellitus, Divertikulose, Dünndarmfehlbesiedlung, Fersensporn, Fettleber, Fettstoffwechselstörung, Fibromyalgie, Fruktose-Intoleranz, Fußpilz, Gicht, Hämorrhoiden, Hashimoto-Thyreoiditis, Herzmuskelverdickung, Leberkrebs, Magen-Bypass, Metabolisches Syndrom, Migräne, Morbus Bechterew, Morbus Crohn, Multi-Intoleranzen, Multiple Sklerose, Nasenpolypen, Neurodermitis, Nierensteine, Parodontitis, PCO-Syndrom, Potenzstörung, Reizdarmsyndrom, Rosazea, Rheuma, Schlafapnoe, Schuppenflechte, Sinusitis, Sodbrennen, Speiseröhrenentzündung, Untergewicht, Verstopfung, Wechseljahresbeschwerden und Zöliakie.
Die Website der Sendung wird regelmäßig aktualisiert.